# Viseljaure
Viseljaure är en sjö i Malå kommun i Lappland och ingår i Skellefteälvens huvudavrinningsområde. Sjön har en area på 1,11 kvadratkilometer och ligger 360 meter över havet. Sjön avvattnas av vattendraget Vågträskbäcken.

## Delavrinningsområde
Viseljaure ingår i det delavrinningsområde (725026-164151) som SMHI kallar för Utloppet av Viseljaure. Medelhöjden är 367 meter över havet och ytan är 7,17 kvadratkilometer. Räknas de 4 avrinningsområdena uppströms in blir den ackumulerade arean 60,56 kvadratkilometer. Vågträskbäcken som avvattnar avrinningsområdet har biflödesordning 2, vilket innebär att vattnet flödar genom totalt 2 vattendrag innan det når havet efter 148 kilometer. Avrinningsområdet består mestadels av skog (51 procent) och sankmarker (27 procent). Avrinningsområdet har 1,17 kvadratkilometer vattenytor vilket ger det en sjöprocent på 16,4 procent.